# Славнов Валентин Миколайович
Валентин Миколайович Славнов (18 січня 1924, Київ — 4 лютого 2018, Київ) — український науковець-радіолог, фахівець з ядерної медицини, педагог. Доктор медичних наук (1967), професор (1974). Фундатор української радіології, розробник радіонуклідних методів дослідження ендокринних залоз, впроваджувач радіоімунологічних методів у клінічну практику.
Учасник німецько-радянської війни, молодший лейтенант медичної служби. Кавалерист, командир відділення протитанкових рушниць, брав участь у деокупації Херсонщини, Миколаївщини та Одещини. Нагороджений понад 15 військовими орденами та медалями.
Після закінчення війни, майже 40 років — науковий співробітник Київського науково-дослідного інституту ендокринології та обміну речовин (1968—2005), з яких 22 роки — завідувач відділу радіології. Головний радіолог УРСР (1973—1978). Автор близько 475 наукових робіт, понад 10 авторських свідоцтв на винаходи. Учень професора Миколи Заркевича.

## Життєпис
Народився 18 січня 1924 року в Києві в родині ливарника заводу «Ленінська кузня» та закрійниці. Славнови мешкали в місцевості теперішньої Солом'янської площі.
Після репресій проти батька, матері та діда виховувався у дитячому будинку в Коропському районі Чернігівщини, неподалік від села Вишеньки. Перед початком німецько-радянської війни переїхав до матері в село Мерке Казахської РСР, працював трактористом та помічником комбайнера.
З серпня 1942 року — на військових теренах, проходив військово-кавалерійську підготовку в Алма-Аті. На початку 1944 року, у складі 10-ї гвардійської козачої кавалерійської дивізії, як командир відділення протитанкових рушниць, брав участь у деокупації Херсонщини, Миколаївщини та Одещини. З квітня 1944 року воював у Білоруській РСР, у складі 1-го Білоруського фронту. Демобілізований у липні 1947 року в званні молодшого лейтенанта.
Після завершення військової служби мешкав у Чернігові разом з матір'ю, оскільки київський будинок був зруйнований під час війни. У 1949 році закінчив Чернігівську фельдшерсько-акушерську школу, у 1955 році — лікувальний факультет Київського медичного інституту. Під час навчання чотири роки працював у науковому гуртку кафедри фармакології під керівництвом професора Олександра Черкеса.
У 1958 році закінчив аспірантуру кафедри рентгенології та медичної радіології, захистив дисертацію та здобув науковий ступінь кандидата медичних наук (науковий керівник — професор Микола Заркевич). Відтоді ж — молодший науковий співробітник радіологічної лабораторії Інституту інфекційних хвороб АМН СРСР, паралельно — старший інспектор з рентгенології та радіології Міністерства охорони здоров'я УРСР.
З 1960 року — асистент, пізніше доцент кафедри медичної радіології Київського державного інституту удосконалення лікарів. У 1967 році здобув науковий ступінь доктора медичних наук, захистивши дисертацію на тему «Функциональное состояние печени при заболеваниях щитовидной железы и у больных тиреотоксикозом, леченных радиоактивным йодом».
У 1968 році, за пропозицією академіка Василя Комісаренка, очолив відділ радіології Київського науково-дослідного інституту ендокринології та обміну речовин. З 1973 по 1978 роки — головний радіолог УРСР. У 1974 році затверджений у вченому званні професора.

Могила Валентина Славнова, Байкове кладовище

Наприкінці 1980-х років Інститут ендокринології та обміну речовин очолив доктор медичних наук Микола Тронько, який, за словами Валентина Славнова, почав «утискати пенсіонерів», перевівши професора Славнова спочатку на половину ставки, пізніше — на чверть. У 1990 році Валентин Славнов залишив обов'язки завідувача відділу радіології та перейшов на посаду провідного наукового співробітника.
З 2005 року — керівник лабораторії радіоізотопних методів дослідження Інституту кардіології ім. М. Д. Стражеска НАМН України. 31 грудня 2013 року, у 89-річному віці, вийшов на заслужений відпочинок.
Помер на 95-му році життя 4 лютого 2018 року. Похований разом із родиною на Байковому кладовищі (ділянка № 26, 50°25′5.22″ пн. ш. 30°30′18.91″ сх. д. / 50.4181167° пн. ш. 30.5052528° сх. д.).

## Наукова діяльність
Автор близько 475 наукових робіт, понад 10 авторських свідоцтв на винаходи. Науковий керівник та консультант близько 25 докторів та кандидатів наук. Серед учнів Валентина Славнова — науковці Євген Лучицький, Галина Валуєва, Віталій Рудіченко тощо.
Фундатор української радіології, дослідник радіонуклідної діагностики захворювань щитоподібної залози, нирок тощо. Розробник радіонуклідних методів дослідження ендокринних залоз, методів сцинтиграфії надниркових залоз, впроваджувач радіоімунологічних методів у клінічну практику. Як головний радіолог УРСР, здійснив суттєвий внесок в організацію радіологічної допомоги населенню України.
Член правління Всесоюзного наукового товариства рентгенологів та радіологів, заступник голови Київського наукового товариства рентгенологів і радіологів. Член редакційної колегії «Українського радіологічного журналу», заступник відповідального редактора посібника «Експериментальна і клінічна радіологія».

## Науковий доробок (частковий)
- Функциональное состояние печени при заболеваниях щитовидной железы и у больных тиреотоксикозом, леченных радиоактивным йодом: диссертация на соискание ученой степени доктора медицинских наук / Центр. науч.-исслед. рентгенорадиол. ин-т. — Ленинград: [б. и.], 1967.
- Радиоизотопные и радиоиммунологические исследования функций эндокринных желез. — Киев: Здоров'я, 1978. — 207 с.
- Функциональные методы исследования в эндокринологии / З. И. Цюхно, В. Н. Славнов, Н. И. Панченко и др. — Киев: Здоров'я, 1981. — 238 с.
- Радиоиммунологический анализ в онкологии / Э. Д. Чеботарева, В. В. Шишкина, В. Н. Славнов. — Киев: Здоров'я, 1984. — 143 с. : ил.
- Радиоиммунологический анализ в клинической эндокринологии / В. Н. Славнов. — Киев: Здоров'я, 1988. — 197,[2] с.
- Радіонуклідна діагностика життєздатності та гормоноутворення трансплантатів органних культур щитовидної залози у хворих на гіпотиреоз / В. М. Славнов, В. В. Марков, І. С. Турчин, І. В. Комісаренко, Р. О. Січінава // Укр. радіол. журн. — 1998. — 6, № 2. — С. 159—162.
- Радіонуклідні дослідження функціонального стану гепатобіліарної системи при хворобі Іценка — Кушинга та пухлинах надниркових залоз / В. М. Славнов, В. В. Марков, І. В. Комісаренко, С. Й. Рибаков, А. Є. Коваленко // Укр. радіол. журн. — 1998. — 6, № 3. — С. 280—283.
- Динамічна реносцинтиграфія та радіонуклідна ангіографія нирок з каптоприлом в діагностиці доклінічних форм діабетичної нефропатії / Д. Ч. Таджієва, М. Д. Тронько, В. М. Славнов, А. С. Єфімов // Укр. радіол. журн. — 1999. — 7, № 3. — С. 254—258.
- Радіонуклідні дослідження ниркового кровотоку при хворобі Іценка — Кушинга та пухлинах надниркових залоз / В. М. Славнов, В. В. Марков, І. В. Комісаренко, С. Й. Рибаков, А. С. Коваленко // Укр. радіол. журн. — 1999. — 7, № 3. — С. 259—262.
- Використання радіонуклідних методів для дослідження мозкового кровообігу у хворих на хворобу Іценка — Кушинга / Н. О. Ковпан, В. В. Марков, В. М. Славнов, С. Т. Зубкова, Г. А. Зубкова // Укр. радіол. журн. — 2001. — 9, вип. 3. — С. 284—286.
- Вплив тимогену на T-клітинну супресорну активність та рівень лімфоцитарного гамма-інтерферону в опромінених мишей лінії CBA / Г. А. Зубкова, Т. І. Давидова, В. М. Славнов, Н. О. Ковпан, В. В. Марков, Є. В. Лучицький // Укр. радіол. журн. — 2001. — 9, № 4. — С. 404—406.
- Комплексна радіонуклідна діагностика уражень нижніх кінцівок у хворих на цукровий діабет / В. М. Славнов, В. В. Марков, С. В. Землянська // Укр. радіол. журн. — 2001. — 9, вип. 3. — С. 277—279.
- Радионуклидная диагностика диабетических ангиопатий / Н. Д. Тронько, А. С. Ефимов, В. Н. Славнов, В. В. Марков, Г. А. Зубкова, Н. А. Ковпан, С. В. Землянская, Ю. В. Сахарова // Журн. Акад. мед. наук України. — 2002. — 8, № 3. — С. 522—534.
- Радіонуклідна ангіографія та сцинтиграфія яєчок у хворих на цукровий діабет / Є. В. Лучицький, С. К. Кобяков, В. М. Славнов, Н. О. Ковпан // Укр. радіол. журн. — 2002. — 10, № 1. — С. 6-9.
- Остеосцинтиграфія в діагностиці запальних процесів кісток стопи в хворих на цукровий діабет / В. М. Славнов, В. В. Марков, С. В. Болгарська // Укр. радіол. журн. — 2003. — 11, № 3. — С. 278—281.
- Славнов В. М., Савич О. А., Марков В. В. Радіонуклідні дослідження гемодинаміки печінки у хворих на цукровий діабет // Укр. радіол. журнал. — 2004. — 12, № 3.
- Функціональний стан печінки та жовчного міхура у хворих на цукровий діабет II типу / О. А. Савич, В. М. Славнов, В. В. Марков // Ендокринологія. — 2004. — 9, № 2. — С. 134—139.
- Вплив антибактеріальної терапії на радіонуклідні показники кісткової системи при запальних процесах кісток стопи у хворих на цукровий діабет із синдромом діабетичної стопи / В. М. Славнов, С. В. Болгарська, Е. В. Таран, В. В. Марков // Укр. радіол. журн. — 2004. — 12, № 1. — С. 23-25.
- Використання радіоімунологічих методів дослідження для оцінки функціонального стану ендокринних залоз у хворих на цукровий діабет типу 2 з метаболічним синдромом / Г. А. Зубкова, В. В. Марков, Є. В. Лучицький, В. М. Славнов, В. М. Рибальченко // Укр. радіол. журн. — 2007. — 15, № 2. — С. 245—246.
- Радіонуклідні методи в оцінці ефективності медикаментозного лікування діабетичних остеоартропатій і ангіопатій нижніх кінцівок / В. М. Славнов, С. Ю. Савицький // Укр. радіол. журн. — 2011. — Т. ХІХ, № 3.
- Характеристика мікрофлори стоп у хворих із синдромом діабетичної стопи / Є. В. Таран, Т. Ю. Юзвенко, О. Я. Гирявенко, С. В. Болгарська, В. М. Славнов // Клінічна ендокринологія та ендокринна хірургія. — 2012. — № 4. — С. 33-37.
- Ренин-ангиотензин-альдостероновая система у пациентов с гипертонической болезнью и эндокринными гипертензиями / В. Н. Славнов, С. Ю. Савицкий, Н. П. Строганова // Український кардіологічний журнал. — 2013. — № 4. — С. 111—116.
- Оцінка стану системи ренін-ангіотензин-альдостерон у хворих на артеріальну гіпертензію за даними радіоімунного аналізу / В. М. Славнов, С. Ю. Савицький // Український радіологічний журнал. — 2013. — Т. 21, Вип. 3. — С. 284—288.
- Исследование состояния гепатобилиарной системы и печеночного кровотока у больных сахарным диабетом с метаболическим синдромом / В. Н. Славнов, Г. А. Зубкова, А. В. Ковальчук, В. М. Рыбальченко // Ендокринологія. — 2013. — Т. 18, № 2. — С. 39-44.
- Показники динамічної енцефало-ангіосцинтиграфії в чоловіків із віковим гіпогонадизмом, хворих на цукровий діабет 2 типу / Є. В. Лучицький, В. Є. Лучицький, Г. А. Зубкова, В. М. Рибальченко, В. В. Марков, В. М. Славнов, І. І. Складанна // Ендокринологія. — 2014. — Т. 19, № 1.

### Авторські свідоцтва на винаходи (у співавторстві)
- 1975 — «Способ диагностики нарушений обмена инсулина»
- 1983 — «Способ сцинтиграфии надпочечников»
- 1992 — «Способ дифференциальной диагностики пубертатного диспитуитаризма и болезни Иценко-Кушинга»
- 2001 — «Спосіб доопераційної діагностики раку щитовидної залози та його метастазів»
- 2002 — «Спосіб радіонуклідної діагностики діабетичних ангіопатій нижніх кінцівок»
- 2003 — «Спосіб виявлення порушень гемодинаміки яєчок у хворих на цукровий діабет»
- 2003 — «Спосіб радіонуклідної діагностики запальних процесів кісток стопи у хворих на цукровий діабет»
- 2005 — «Процес радіонуклідної діагностики порушень кровотоку та остеоартропатій колінних суглобів у хворих на цукровий діабет»
- 2013 — «Спосіб ранньої діагностики нефропатії у хворих цукровим діабетом»

## Нагороди
- орден Вітчизняної війни II ступеня
- орден «За мужність» III ступеня
- медаль «20 років перемоги у Великій Вітчизняній війні 1941—1945 рр.»
- медаль «30 років перемоги у Великій Вітчизняній війні 1941—1945 рр.»
- медаль «40 років перемоги у Великій Вітчизняній війні 1941—1945 рр.»
- ювілейна медаль «50 років Перемоги у Великій Вітчизняній війні 1941—1945 рр.»
- ювілейна медаль «60 років Перемоги у Великій Вітчизняній війні 1941—1945 рр.»
- ювілейна медаль «65 років Перемоги у Великій Вітчизняній війні 1941—1945 рр.»